# Novonothrus
Novonothrus – rodzaj roztoczy z kohorty mechowców i rodziny Nothridae.
Rodzaj ten został opisany w 1966 roku przez Marie Hammer. Gatunkiem typowym wyznaczono Novonothrus flagellatus.
Mechowce te mają biczykowate sensilusy. Epimera środkowo zlane i z silną neotrichią, na pierwszych po 9 szczecin. Tarczki genitalne i analne zajmują całą brzuszną część ciała z tyłu od epimerów. Na ich ciele znajduje się 9 par szczecin genitalnych, 3 pary szczecin analnych i 3 pary szczecin adanalnych. Szczeciny aggenitalne nie występują.
Rodzaj znany z krainy australijskiej i Chile.
Należy tu 5 opisanych gatunków:
- Novonothrus covarrubiasi Casanueva et Norton, 1997
- Novonothrus flagellatus Hammer, 1966
- Novonothrus kethleyi Casanueva et Norton, 1998
- Novonothrus papuensis Hammer, 1966
- Novonothrus puyehue Casanueva et Norton, 1997